# Albert H. Rausch
Albert Heinrich Rausch (Friedberg, 5 maggio 1882 – Magreglio, 11 ottobre 1949) è stato uno scrittore e poeta tedesco.

## Biografia
Come poeta e scrittore è anche noto con lo pseudonimo di Henry Benrath, Albert H. Rausch, era membro di una famiglia benestante tedesca. Figlio di Karl Heinrich e della Maria Luise Bechstein, il giovane Albert fu indirizzato a intraprendere una carriera statale proprio da suo padre. Frequentato il liceo classico ed ottenendo il diploma di maturità nel 1900, nello stesso anno, s'iscrisse all'Università di Giessen.
Contrariamente alle volontà del padre, nel 1907, avvenne il debutto come scrittore con la pubblicazione del libro, dal titolo “Der Traum der Treue”. Decisione, che logorò i rapporti sia con l'odiato padre e mise in crisi il rapporto con l'amata madre, Marie Luise, tanto che Albert non terminò mai gli studi universitari.
Favorevole all'iniziale presa di potere dei nazional-socialisti in Germania, poiché vedeva nella loro ascesa la fine dell'anarchia che regnava in quei tempi in Germania e l'inizio di una "rinascita" tedesca. Illusione che già nel 1934 si spense quando Hitler e il nazismo mostrarono il vero volto, mediante l'eliminazione e l'uccisione di esponenti politici rivali, di militari considerati non allineati, nonché si colse l'occasione per eliminare anche tutti gli altri «elementi indesiderabili», che in passato avevano ostacolato il partito. Le "purghe", che passarono alla storia come la «Notte dei lunghi coltelli», contrassegnarono conseguentemente nello scrittore un pensiero molto critico e sempre più in chiave anti-nazista.
Ebbe anche forti polemiche nei confronti degli Alleati che, a suo dire, non furono in grado di distinguere i nazisti e i tedeschi.
Durante la seconda guerra mondiale, Rausch si stabilì in alcune ville nel piccolo comune di Magreglio. Venne a contatto con ufficiali tedeschi in servizio della zona, aumentando le sue conoscenze con autorità militari tedesche; conoscenze da cui sicuramente fu protetto e mai perseguitato, considerata la sua omosessualità mai negata e la sua posizione critica nei confronti del nazional-socialismo.
Si distinse in una difficile trattativa con militari nazisti, che a causa dell'uccisione di un ufficiale tedesco a Vassena di Oliveto Lario, avvenuta nel settembre del 1944, venne messa in atto una rappresaglia contro la popolazione della zona. Don Ermelindo Viganò, già parroco di Magreglio chiese a Rausch d'intercedere con i militari tedeschi. Rausch accettò recandosi personalmente dei gerarchi tedeschi, riuscendo ad evitare le esecuzioni e far liberare le persone già catturate nei rastrellamenti.
Stanco e provato dalla leucemia, gli ultimi anni di vita li trascorse sempre a Magreglio, dove morì nell'ottobre del 1949. Il corpo di Rausch fu sepolto nel cimitero di Friedberg.
Nel dopoguerra, il decisivo contributo dato da Rausch per il salvataggio di civili dalla rappresaglia nazista, ha avvicinato le autorità dei luoghi teatro degli eventi; i comuni di Magreglio e Oliveto Lario sono legati da un gemellaggio con la città natale dello scrittore, nonché sono firmatari del "Patto di Amicizia" stipulato tra le municipalità gemellate unitamente ai comuni di Civenna e Barni.

## Elenco delle opere
In ordine di pubblicazione:
- Der Traum der Treue (Gedichte, 1907),
- Frühe Verse aus dem Parke des Eaux-Vives und Strophen aus der Villa des Glycines (1907),
- Die Urnen der Nelken und Chrysanthemen und die Gesänge für Cyril und Konradin (1908),
- Das Buch für Tristan (Sonette, Oden und Elegien, Tristan-Lieder, 1909),
- Die Jugend unserer Zeit (Drei Aufsätze, 1910),
- Flutungen (10 Novellen, 1910),
- Nachklänge, Inschriften, Botschaften (Gedichte, 1910),
- Die Geistige Haltung Platens (Vorrede zu einer Neuausgabe der Gedichte Platens, 1910),
- Vigilien. Missa Solemnis, Traum der Treue, Tristan (Dichtungen, Prosa, Vers, 1911),
- Das Buch der Trauer (Gedichte, 1911),
- Sonette (Die toskanischen Sonette, Die hessischen Sonette, 1912),
- In Memoriam. Hymnen auf das Leben des ewigen Freundes Hugo von Stumm (Prosa, 1912),
- Südliche Reise (Prosa, 1914),
- Jonathan / Patroklos (Novellen, 1916),
- Die Seele Lothringens (Rede, 1918),
- Kassiopeia (Hymnen, Elegien, Oden, 1919),
- Die Träume von Siena (Novelle, 1920),
- Pirol oder Die heimlichen Freuden des Lebens (Satirischer Roman, 1921),
- Ephebische Trilogie (3 Erzählungen: Das Tor, Intermezzo, Die Träume von Siena, 1924),
- Bildnis (Gedenkbuch für Paul von Salisch, 1924),
- Tessin (Prosadichtung, 1925),
- Vorspiel und Fuge (Prosa, 1925),
- Platen der Europäer (Festrede, 1926),
- Rosen. (Andenken an die Rosenausstellung Schultheis, 1927),
- Eros Anadyomenos (Prosa, 1927),
- Patroklos (Novelle. Einzelausgabe, 1927),
- Gesänge an Aldo (Gedichte, 1928),
- Jonathan (Novelle. Einzelausgabe, 1928),
- Die Welt der Rose (1928),
- Märchen unter Palmen (Jussuf und Abdullah. Die Geschichte vom Prinzen Alexius, 1928),
- Das Land um Friedberg und Bad Nauheim (Aufsätze und Gedichte, 1930),
- Ball auf Schloß Kobolnow (Roman, 1931),
- Die Geister scheiden sich (kulturpol. Aufsatz, 1933),
- Pariser Elegie. In memoriam Andreas Walser (Prosa, 1933),
- Die Mutter der Weisheit (Roman, 1933),
- Dorischer Gesang (Drei Aufsätze, 1933),
- Kreuz und Gral (Versuch einer Einführung in Otto Rahn: Kreuzzug gegen den Gral, 1933),
- Neun Gedichte aus dem noch unveröffentl. Buch Stoa (1933),
- Die Kaiserin Konstanze (Biogr. Roman, 1934),
- Zum 100. Todestag des Dichters August von Platen (1935),
- Stefan George (1935),
- Dank an Apollon (Gedichte von 1902-1920, 1937),
- Die Kaiserin Galla Placidia (Biogr. Roman, 1937),
- Welt in Bläue (Aufsätze: Tessin, Gefilde, Apulien, 1938),
- Paris (Pariser Elegie, Gedichte an Paris, 1938),
- Paris (10 Erzählungen, 1938),
- Die Stimme Delphis. Sappho, Platen, George (Aufsätze, 1939),
- Die Kaiserin Theophano (Vortrag, 1939),
- Carmen Helveticum. An die Schweiz (Prosa, 1939),
- Erinnerung an Frauen (Dichtungen, 1940),
- Die Kaiserin Theophano (Biogr. Roman, 1940),
- Vorarbeiten zu‚ Die Kaiserin Theophano (1941),
- Paris (Einzelausgabe der ‚Gedichte an Paris‘, 1941),
- Requiem (In memoriam Andreas Walser, 1941),
- Stoa (Gedichte aus den Jahren 1921-1933, 1941),
- Nirwana (Sprüche, 1942),
- Leukas Petrae (Sprüche, 1942),
- Biografie: A. Hrazky: Henry Benraths Lyrik und Deutungen (Diss., 1943),
- Prisma (Gesammelte Aussprüche, 1943),
- Thanatos (Drei Elegien, 1943),
- Der Weg (Autobiografia, 1943),
- Der Gong (Sechs Elegien, 1943),
- Unendlichkeit (Vereinigte Ausgabe von Leukas Petrae und Nirwana, 1949),
- Der Kaiser Otto III. (Roman, 1951),
- Die Geschenke der Liebe (Roman, 1952),
- Traum der Landschaft (Aufsätze, 1952),
- Im Schatten von Notre Dame (Gedenkbuch. Pariser Elegie, Requiem, Sterbende Freude, 1952),
- Geschichten vom Mittelmeer (Verein. Ausg. v. Patroklos, Jonathan, Märchen unter Palmen, 1952),
- Erinnerung an die Erde. Mnemosyne (20 Elegien, 1953),
- Gedenkbuch an Henry Benrath: In memoriam. (1954) Hrsg. v. Rolf Italiaander,
- Liebe (Gedichte, 1955).
- Siegfried Hagen: Henry Benrath. Der Dichter und sein Werk (1978).
- Christian Hartmeier: Albert H. Rausch - Henry Benrath. Ein vergessener Dichter? (2000).